# Nemški Bundesrat
Nemški Bundesrat (dobesedno ''Zvezni svet'') je zakonodajni organ, ki predstavlja šestnajst nemških zveznih dežel (zveznih držav) na zvezni ravni (nemško: Bundesebene). Bundesrat se sestaja v nekdanji pruski palači lordov v Berlinu. Njegov drugi sedež se nahaja v nekdanji zahodnonemški prestolnici Bonn.
Bundesrat sodeluje pri zakonodaji skupaj z Bundestagom, neposredno izvoljenim predstavništvom prebivalstva Nemčije, z zakoni, ki vplivajo na državne pristojnosti in vse ustavne spremembe, za katere je potrebno soglasje organa. Zaradi podobne funkcije je včasih opisan kot zgornji dom parlamenta po vzoru senata Združenih Držav Amerike, kanadskega senata ali britanskega lordskega doma.
Bundesrath (od 1901 dalje: Bundesrat, v skladu s splošno pravopisno reformo) je bilo ime podobnih teles v Severnonemški Konfederaciji (1867) in Nemškem Cesarstvu (1871). Njegov predhodnik v Weimarski Republiki (1919–1933) je bil Reichsrat.
Na politično sestavo Bundesrata vplivajo spremembe oblasti v nemških deželah in s tem volitve v posameznih deželah. Vsaka državna delegacija v Bundesratu je v bistvu predstavnica državne vlade in odraža politično sestavo vladajoče večine ali pluralnosti vsakega državnega zakonodajalca (vključno s koalicijami). Tako je Bundesrat neprekinjen organ in nima zakonodajnih obdobij. Iz organizacijskih razlogov Bundesrat oblikuje svoj zakonodajni koledar po letih poslovanja (Geschäftsjahre), ki se začne vsako leto 1. novembra. Vsako leto poslovanja je skladno z enoletnim mandatom predsedstva. Seje se neprekinjeno štejejo od prve seje 7. septembra 1949: seja 6. novembra 2020, prva seja 72. leta poslovanja, je bila 995. seja Bundesrata.